# Justice League: Chronicles
Justice League: Chronicles — компьютерная игра, основанная на мультсериале от Cartoon Network и выпущенная 12 ноября 2003 года. Эта игра имеет 3 уровня, в каждом из которых находятся 2 разных персонажа: на первом этапе — Зелёный Фонарь и Флэш, на втором — Бэтмен и Хоукгёрл, на последнем — Супермен и Чудо-женщина.